# Everybody Hurts
"Everybody Hurts" é uma música da banda R.E.M., feita para o oitavo álbum de estúdio da banda, Automatic for the People, lançado em 1992. A música foi lançada como single em 1993. Ficou em 29º lugar nas paradas dos Estados Unidos, 7º lugar no Reino Unido e em 3º lugar nas paradas da França.
A música já foi regravada por vários artistas, como Paul Anka, Feeder, The Corrs, Bonnie Tyler, Joe Cocker, Paul Potts, Patti Smith, DJ Sammy, Dashboard Confessional, Marillion e Meat Puppets.
Em 2010, a organização britânica de recolhimento de royalties PRS for Music realizou uma pesquisa que concluiu esta é a canção que mais faz os homens chorarem. A pesquisa foi elaborada a partir de respostas de mais de 1.700 homens dadas pela internet.

## História
A música foi escrita pelo baterista Bill Berry. Berry foi responsável apenas pelas batidas de tambor da música, sendo assim, a banda usou uma caixa de ritmos para as demais batidas da música. Os arranjos de cordas ficou por conta de John Paul Jones, baixista da banda Led Zeppelin.
O videoclipe da música, dirigido por Jake Scott, mostra a banda presa em um engarrafamento. No clipe também aparece pessoas em outros carros e subtítulos de seus pensamentos aparecem na tela. No final do clipe, todas as pessoas deixam seus carros e caminham em uma direção só, depois desaparecem.
O música foi incluída na compilação In Time: The Best of R.E.M. 1988-2003. Foi uma das quatro músicas do álbum Automatic for the People a estar presente na compilação. A música também foi incluída no primeiro álbum ao vivo da banda, R.E.M. Live.

## Posição nas paradas musicais
| Parada (1993)                                  | Melhor posição |
| ---------------------------------------------- | -------------- |
| Austrália (ARIA)                               | 6              |
| Bélgica (Ultratop 50 de Flandres)              | 31             |
| Canadá (RPM Top Singles)                       | 8              |
| Europa (Eurochart Hot 100)                     | 22             |
| França (SNEP)                                  | 3              |
| Islândia (Íslenski Listinn Topp 40)            | 4              |
| Irlanda (IRMA)                                 | 6              |
| Países Baixos (Dutch Top 40)                   | 4              |
| Países Baixos (Single Top 100)                 | 4              |
| Nova Zelândia (Recorded Music NZ)              | 12             |
| Reino Unido (UK Singles Chart)                 | 7              |
| Estados Unidos (Billboard Hot 100)             | 29             |
| Estados Unidos (Billboard Alternative Airplay) | 21             |
| Estados Unidos (Billboard Mainstream Top 40)   | 13             |

| Parada (2010)                    | Melhor posição |
| -------------------------------- | -------------- |
| Escócia (Scottish Singles Chart) | 86             |
| Reino Unido (UK Singles Chart)   | 90             |

| Parada (2012)                         | Melhor posição |
| ------------------------------------- | -------------- |
| Alemanha (Offizielle Deutsche Charts) | 83             |

| Parada (1993)                       | Posição |
| ----------------------------------- | ------- |
| Austrália (ARIA)                    | 33      |
| Canadá Top Singles (RPM)            | 75      |
| Islândia (Íslenski Listinn Topp 40) | 68      |
| Países Baixos (Dutch Top 40)        | 18      |
| Países Baixos (Single Top 100)      | 35      |
| Reino Unido (OCC)                   | 53      |

## Versão lançada para a caridade
Na intenção de arrecadar dinheiro para as vítimas do Sismo do Haiti de 2010, vários artistas como Mika, Rod Stewart, Mariah Carey, Michael Bublé, Miley Cyrus, James Blunt, Jon Bon Jovi, James Morrison, Susan Boyle e Robbie Williams juntaram para cantar a música "Everybody Hurts". A versão da música foi lançada nos formatos download digital e single. A música fez bastante sucesso e alcançou o topo das paradas da Irlanda e do Reino Unido.

### Artistas
- Leona Lewis
- Rod Stewart
- Miley Cyrus
- Cheryl Cole
- Mika
- Michael Bublé
- Joe McElderry
- Mariah Carey
- James Blunt
- Gary Barlow (da banda Take That)
- Mark Owen (da banda Take That)
- Jon Bon Jovi
- James Morrison
- Alexandra Burke
- Jason Orange (da banda Take That)
- Susan Boyle
- JLS
- Shane Filan (da banda Westlife)
- Mark Feehily (da banda Westlife)
- Kylie Minogue
- Robbie Williams
- Kian Egan (da banda Westlife)
- Nicky Byrne (da banda Westlife)

### Vídeo
Um vídeo promocional de cinco minutos foi lançado no dia 7 de Feveveiro de 2010. O vídeo mostra as artistas gravando suas vozes na música (exceto Mariah Carey, Miley Cyrus, Jon Bon Jovi, Kylie Minogue não aparecem no primeiro vídeo). O vídeo-clipe foi dirigido por Joseph Kahn e foi lançado no dia 6 de Março de 2010. Jon Bon Jovi e Michael Bublé não aparecem no vídeo-clipe. Duas versões do videoclipe foram lançadas.

### Posições nas paradas
| Chart                | Melhor posição |
| -------------------- | -------------- |
| ARIA Charts          | 28             |
| Ö3 Austria Top 40    | 23             |
| Canadian Hot 100     | 59             |
| Media Control Charts | 16             |
| IRMA                 | 1              |
| PROMUSICAE           | 39             |
| Sverigetopplistan    | 21             |
| RIANZ                | 17             |
| Media Control Charts | 16             |
| UK Singles Charts    | 1              |